# Manuel Bermejillo Martínez
Manuel Bermejillo Martínez, (Madrid, 28 de abril de 1897-Madrid, 21 de julio de 1977) médico español.

## Biografía
Hizo la carrera de medicina en la Universidad de Madrid y obtuvo el Premio Extraordinario de doctorado. Ganó la cátedra de Patología de la facultad de Medicina de esa universidad. También fue durante muchos años director del Instituto de Higiene y Seguridad en el Trabajo (actualmente Instituto Nacional de Seguridad y Salud en el Trabajo).
Fue diputado a Cortes en 1936 por la candidatura de la Confederación Española de Derechas Autónomas (CEDA). Y organizador y director técnico del Hospital de Oña (Burgos), impulsor de la Cruz Roja, en cuya organización actuó desde 1936.
Ocupó numerosos cargos vinculados a la medicina y la política sanitaria.